# Turki bin Muqrin Al Sa'ud
Turkī bin Muqrin Āl Saʿūd (in arabo تركي بن مقرن بن عبدالعزيز آل سعود‎?; 1973) è un principe, aviatore e imprenditore saudita, membro della famiglia reale Āl Saʿūd. È presidente dell'Accademia di volo "Rabigh Ali" e della Federazione saudita di sport aerei.

## Primi anni di vita
Il principe Turki è nato nel 1973 ed è figlio dell'ex principe ereditario Muqrin bin 'Abd al-'Aziz e di Abta bint Hamud bin Ubayd Al Rashid. È fratello germano dei principi Fahd e Manṣūr.

## Carriera
In un'intervista rilasciata a Saudi Gazette il principe Turki ha dichiarato: "Volo dal 1991 e ho iniziato con gli elicotteri nel Regno Unito. Quando mi sono trasferito di nuovo in Arabia Saudita, ho imparato da molte persone che è molto più facile volare con mezzi ad ala fissa e così sono andato a studiare il volo ad ala fissa e ho preso il brevetto. Ora ho anche una licenza della Federal Aviation Administration. Da quando ho iniziato a volare in Arabia Saudita, ho incontrato molti piloti e altre persone che vorrebbero volare qui, così ho deciso di aprire una scuola di volo di circa due anni fa".
Il principe Turki ha diversi brevetti di volo e fa parte del consiglio della Club saudita di aviazione. È socio fondatore della Arabian Shield Cooperativa Insurance Company di cui mantiene il 2 % delle azioni. Il principe Turki ha fondato e possiede tuttora una società immobiliare in Turchia. Prima dell'Accademia di volo "Rabigh Ali", il principe Turki ha fondato scuole di volo nel Regno Unito e in Libano. Tuttora è uno dei principali azionisti dell'Accademia.
Il 27 maggio 2012, la Royal Jordanian Air Academy (RJAA) ha firmato un memorandum d'intesa con la sua accademia "per sviluppare la cooperazione tra le due accademie e condividere le esperienze nei campi dell'aviazione e della manutenzione degli aeromobili". Il protocollo d'intesa è stato firmato da Turki e dal direttore generale della RJAA il capitano Mohammed Khawaldeh.
Il principe Turki è presidente della Compagnia saudita "Sviluppo e formazione".